# 陳學曾
陳學曾（1534年—？），字汝魯，東勝右衛軍籍，山西平陽府陽城縣人，明朝政治人物。

## 生平
嘉靖三十七年（1558年）戊午科順天鄉試第五十三名舉人，嘉靖四十一年（1562年）中式壬戌科會試第一百八十二名，二甲第三十三名進士。歷官鴻臚寺左少卿，萬曆五年（1577年）十一月升左通政，十二年九月調用南京，十五年二月考察降調，貶陝西行太僕寺少卿兼僉事，十九年八月令致仕。

## 家族
曾祖陳鼎，壽官；祖父陳明，訓導；父陳琮，知縣。母馮氏。慈侍下。